# 達爾馬布里縣

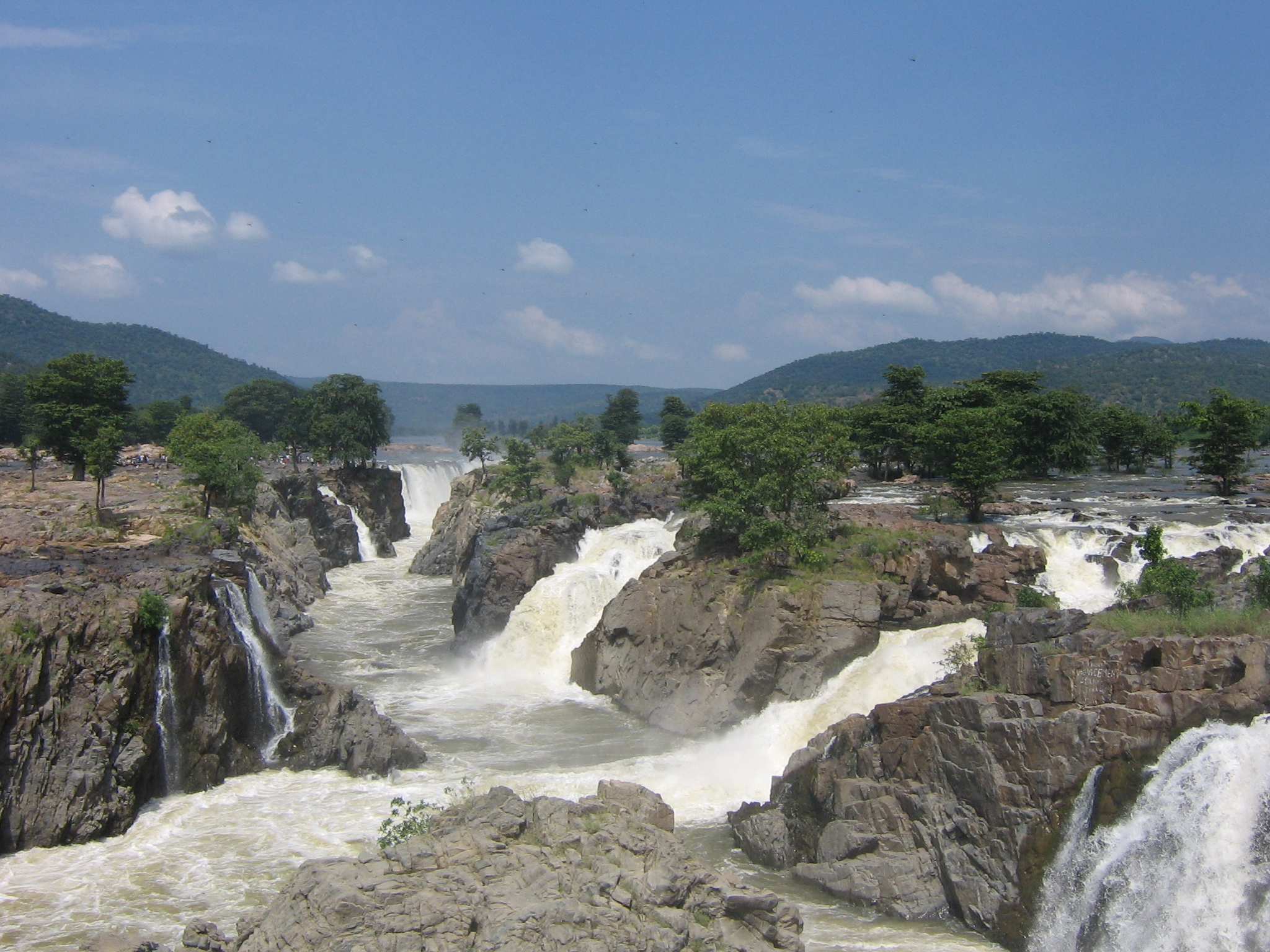

達爾馬布里縣是印度的一個縣，位於該國南部，由泰米爾納德邦負責管轄，面積4,527平方公里，每年平均降雨量896毫米，識字率為64.71%，2011年人口1,502,900，人口密度每平方公里332人。

## 外部連結
- Dharmapuri District's Government website （页面存档备份，存于）
- Dharmapuri District's Support website （页面存档备份，存于）